# Mabrouk El Mechri
Mabrouk el Mechri (nascut el 18 de setembre de 1976 a Versalles, França) és un director, guionista i actor francès d'origen tunisià.

## Biografia
Ha dirigit diverses pel·lícules. Després dels tres curtmetratges Mounir et Anita, Generation Cutter i Concours de circonstance, va dirigir el seu primer llargmetratge Virgil en 2005 sobre la vida d'un boxador. Després vindria una comèdia anomenada Stand Up!. La seva pel·lícula de 2008 JCVD sobre Jean-Claude Van Damme li ha valgut el favor de la crítica. La pel·lícula, una mescla entre drama, comèdia i biografia sobre la vida de Van Damme, es va projectar en el Festival de cinema de Cannes, en l'edició de 2008 del Festa del Cinema di Roma i en l'edició del mateix any del Festival Internacional de Cinema de Toronto. Va rodar la pel·lícula The Cold Light of Day (2012) amb Henry Cavill.

### Vida privada
Mabrouk El-Mechri va estar casat durant sis anys amb la directora Audrey Dana, amb qui va tenir un primer fill, Lee, nascut el 2008. El 2012, després del seu divorci, va conèixer Virginie Efira, també divorciada. La parella va tenir una nena anomenada Ali, nascuda el maig de 2013. Aquest primer nom àrab és alhora un homenatge a Ali McGraw, l'heroïna de Love Story, i al boxejador Mohamed Ali. La parella es va separar el 2014.

## Filmografia
Director
- Mounir et Anita (1998)
- Generation Cutter (2000)
- Concours de circonstances (2003)
- Virgil (2005)
- Stand Up! (2006)
- JCVD (2008)
- The Cold Light of Day (2012)
- Nox (sèrie de televisió, 2018) - 6 episodss
- Kung Fu Zohra (2022)[4]

Guionista
- Mounir et Anita (1998)
- Generation Cutter (2000)
- Concours de circonstances (2003)
- Virgil (2005)
- JCVD (2008)

Actor
- Gomez et Tavarès (2007) dirigida per Gilles Paquet-Brenner, en el paper de Rachid.

Director de fotografia
- Stand Up! (2006)

Compositor
- Mounir et Anita (1998)